# Irmãos Roby

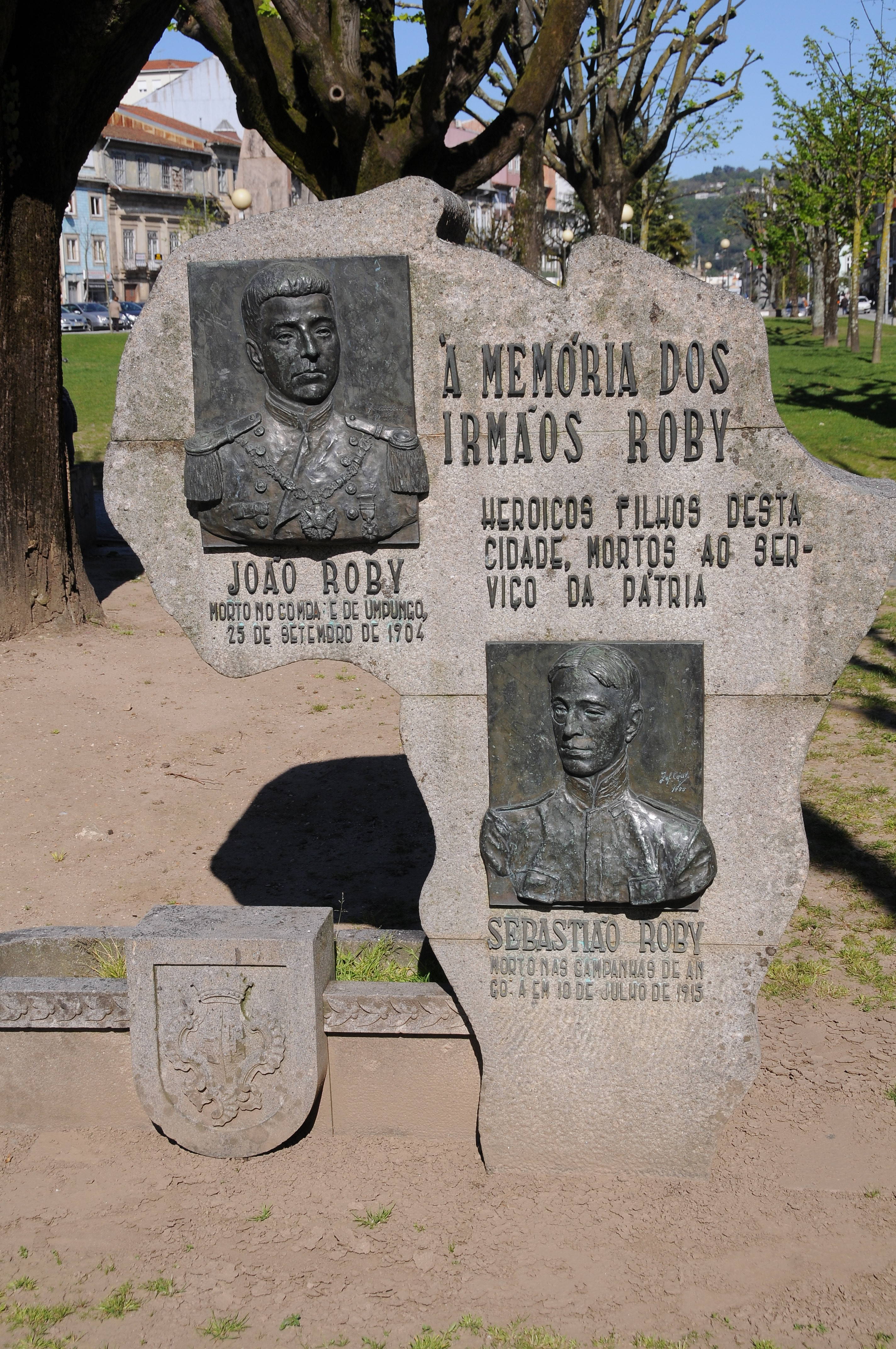
Monumento aos Irmãos Roby em Braga (da autoria do escultor Zeferino Couto.

Os Irmãos Roby, foram dois irmãos, nascidos em Braga, Portugal, que morreram nas campanhas de pacificação de África no início do século XX. Os irmãos nasceram na família do Solar de Ínfias, em Braga.
Os Irmãos Roby foram: 
- João Roby (1875—1904) — de seu nome completo João Borges de Faria Machado Pinto Roby de Miranda Pereira[1], era o mais velho de sete irmãos, nascido a 30 de Dezembro de 1875. Alistou-se na Marinha Portuguesa, tendo prestado serviço, em Angola, Moçambique, São Tomé e Príncipe e Portugal. Em 1904 foi organizada em Angola numa expedição contra os cuanhamas, sob o comando do capitão João Maria de Aguiar, para pacificar a região. João Roby participou num destacamento de 499 homens, comandado pelo capitão de Artilharia Luís Pinto de Almeida. Em 25 de Setembro de 1904, em Umpungo, o destacamento caiu numa emboscada e como resultado, dos 499 homens, 254 foram mortos ou ficaram desaparecidos, dos quais 16 oficiais. Ninguém conseguiu reconhecer os restos mortais de João Roby, que aos 28 anos terminava a sua carreira. João Roby recebeu várias condecorações, todas ganhas na linha de fogo, destacando-se a Medalhas de Prata da Rainha D. Amélia e os graus de cavaleiro e grande oficial da Ordem da Torre e Espada.
- Sebastião Roby (1883—1915) — de seu nome completo Sebastião Luís de Faria Machado Pinto Roby de Miranda Pereira, foi capitão de infantaria, morto numa emboscada na mesma região, em 10 de Julho de 1915.